# 安松村
安松村（やすまつむら）は、愛知県海東郡にあった村。現在のあま市の一部にあたる。

## 地理
蟹江川上流の左岸に位置していた。

## 歴史
- 1889年（明治22年）10月1日、町村制の施行により、海東郡安松村が単独で村制施行し、安松村が発足[1][2]。大字は編成せず[2]。
- 1890年（明治23年）10月1日、海東郡遠島村、沖ノ島村と合併し、宝村を新設して廃止された[1][2]。合併後、宝村安松となる[2]。

### 地名の由来
海部郷の船着場で海部津と称していたが、のちに誤って安松となった。

## 産業
- 農業[2]